# 疏花水锦树
疏花水锦树（学名：Wendlandia laxa）为茜草科水锦树属下的一个种。